# Vollenhovia satoi
Vollenhovia satoi är en myrart som beskrevs av Santschi 1937. Vollenhovia satoi ingår i släktet Vollenhovia och familjen myror. Inga underarter finns listade i Catalogue of Life.